# Mihai Leu
Mihai Leu (n. 13 februarie 1968, Hunedoara, Hunedoara, România – d. 1 iulie 2025, București, România) a fost un boxer și pilot de raliu român.

## Carieră
Sportivul a câștigat campionatul mondial de juniori la categoria semigrea, la Havana, în 1987. El l-a învins pe Eamonn Loughran în finală. În același an la Balcaniada din Grecia, a râmas în Grecia și a fugit în Franța și apoi în Germania de Vest. Din februarie 1988 s-a antrenat cu Bayer Leverkusen. În 1989 și în 1990 a devenit campion național al Germaniei. Ulterior a devenit boxer profesionist.

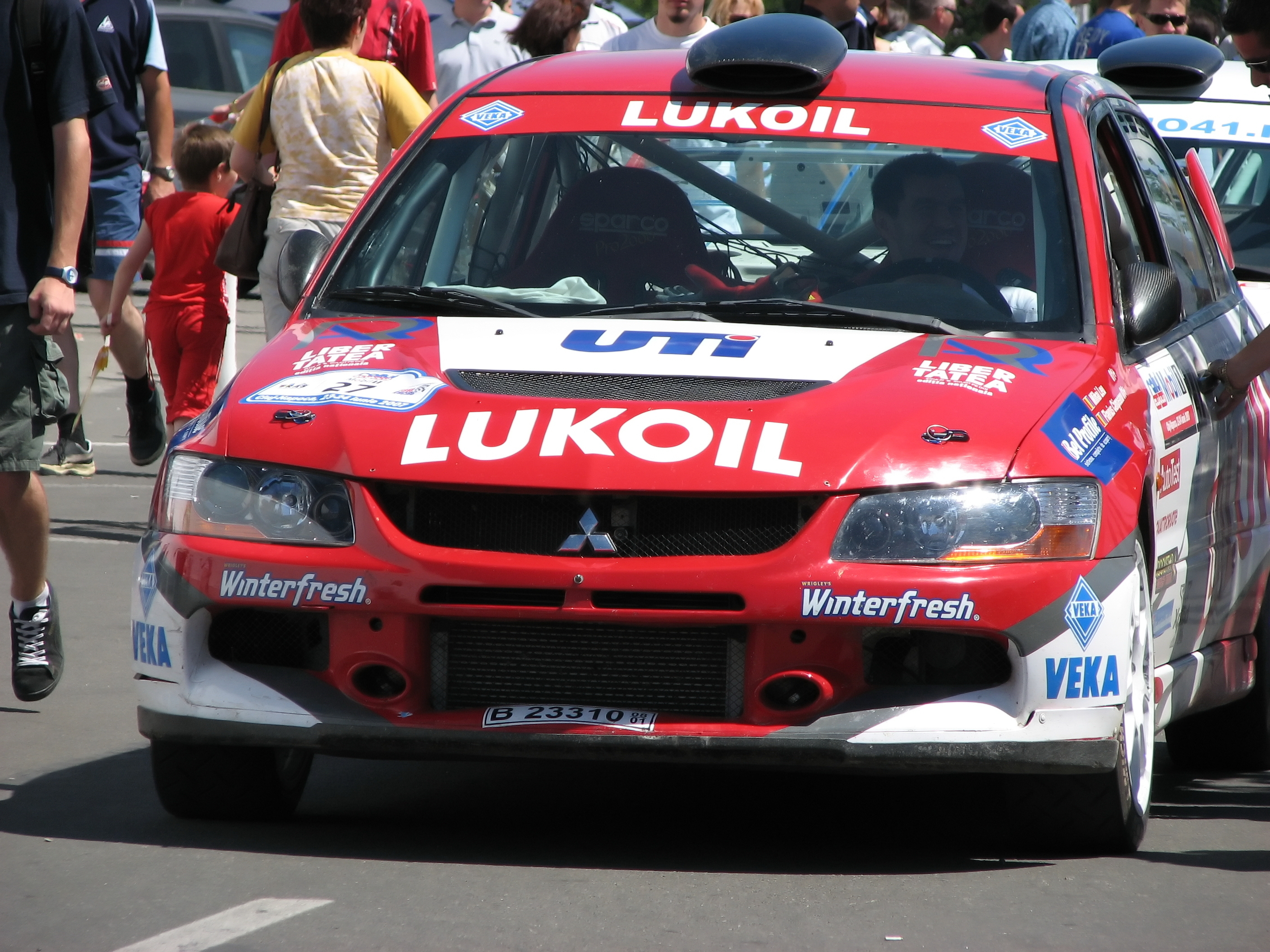
Mihai Leu la bordul unui Mitsubishi Evo

S-a făcut cunoscut în Germania ca pugilist sub numele Michael Löwe, fiind campion mondial WBO la semimijlocie în 1997. S-a retras din box în urma unei accidentări, fiind neînfrânt la fel ca legendarul boxer european Terry Marsh. 
A început apoi să concureze ca pilot de raliu, unde a devenit campion național în 2003 la bordul unui Hyundai Accent WRC. Din 2010 a fost  team-managerul Jack Daniels Rally Team, echipă ce a concurat în Campionatul Național de Raliuri (CNR).

## Meciuri la profesioniști
| 28 de victorii (10 prin knockout, 18 la decizie), 0 înfrângeri, 0 egaluri |         |                     |     |           |            |                                    |                                                                   |
| Rez.                                                                      | Carieră | Adversar            | Tip | Rd., Timp | Data       | Loc                                | Note                                                              |
| Victorie                                                                  | 28-0    | Michael Carruth     | MD  | 12        | 1997-09-20 | Tivoli Eissporthalle, Aachen       | A păstrat titlul WBO la categoria semimijlocie.                   |
| Victorie                                                                  | 27-0    | Santiago Samaniego  | UD  | 12        | 1997-02-22 | Sporthalle, Hamburg                | A câștigat titlul vacant WBO la categoria semimijlocie.           |
| Victorie                                                                  | 26-0    | Eric Jakubowski     | TKO | 5 (10)    | 1996-11-16 | Sporthalle, Hamburg                |                                                                   |
| Victorie                                                                  | 25-0    | Jorge Ramirez       | PTS | 8         | 1996-10-19 | Zoo-Gesellschaftshaus, Frankfurt   |                                                                   |
| Victorie                                                                  | 24-0    | Dwayne Swift        | KO  | 4 (10)    | 1996-06-08 | Deutz Sporthalle, Köln             |                                                                   |
| Victorie                                                                  | 23-0    | Freddy Demeulenaere | PTS | 8         | 1996-05-04 | Sport und Erholungszentrum, Berlin |                                                                   |
| Victorie                                                                  | 22-0    | Jose Brand          | PTS | 8         | 1996-04-13 | Sporthalle, Hamburg                |                                                                   |
| Victorie                                                                  | 21-0    | Miguel Angel Pena   | PTS | 8         | 1995-06-10 | Europahalle, Karlsruhe             |                                                                   |
| Victorie                                                                  | 20-0    | Craig Houk          | TKO | 11 (12)   | 1995-04-01 | Saaltheater Geulen, Aachen         | A câștigat centura WBO Inter-Continentală.                        |
| Victorie                                                                  | 19-0    | Bobby Butters       | UD  | 8         | 1995-01-28 | Sporthalle, Berlin                 |                                                                   |
| Victorie                                                                  | 18-0    | Harold Bennett      | PTS | 8         | 1994-12-17 | Sporthalle, Hamburg                |                                                                   |
| Victorie                                                                  | 17-0    | Stefan Schramm      | PTS | 10        | 1994-12-03 | Atelier Bruno Bruni, Hamburg       | A câștigat titlul german internațional la categoria semimijlocie. |
| Victorie                                                                  | 16-0    | Benjamin Felix      | TKO | 2         | 1994-11-13 | Universum Gym, Hamburg             |                                                                   |
| Victorie                                                                  | 15-0    | Lloyd Ratalsky      | TKO | 4         | 1994-10-22 | Hansehalle, Lübeck                 |                                                                   |
| Victorie                                                                  | 14-0    | Attila Veres        | PTS | 8         | 1994-09-03 | Wiener Neustadt                    |                                                                   |
| Victorie                                                                  | 13-0    | Gejza Stipak        | TKO | 4         | 1994-04-10 | Universum Gym, Hamburg             |                                                                   |
| Victorie                                                                  | 12-0    | Pave Turic          | KO  | 2         | 1994-03-19 | Viena, Austria                     |                                                                   |
| Victorie                                                                  | 11-0    | Antonio Daga        | PTS | 8         | 1994-02-19 | Sportshalle, Hamburg               |                                                                   |
| Victorie                                                                  | 10-0    | Hector Omar Luque   | PTS | 6         | 1994-02-05 | Deutschlandhalle, Berlin           |                                                                   |
| Victorie                                                                  | 9-0     | Nestor Jesus Gil    | PTS | 8         | 1993-10-15 | Sporthalle, Berlin                 |                                                                   |
| Victorie                                                                  | 8-0     | Marino Monteyne     | PTS | 6         | 1993-10-02 | Barbarossa Halle, Kaiserslautern   |                                                                   |
| Victorie                                                                  | 7-0     | Farid Bennecer      | KO  | 4         | 1993-09-11 | Tivoli Eissporthalle, Aachen       |                                                                   |
| Victorie                                                                  | 6-0     | Miroslav Strbak     | KO  | 4         | 1993-06-26 | Sporthalle, Hamburg                |                                                                   |
| Victorie                                                                  | 5-0     | Oscar Washington    | PTS | 6 (6)     | 1993-05-22 | Tivoli Eissporthalle, Aachen       |                                                                   |
| Victorie                                                                  | 4-0     | Miroslav Strbak     | PTS | 6         | 1993-04-03 | Sporthalle, Hamburg                |                                                                   |
| Victorie                                                                  | 3-0     | Wayne Green         | PTS | 4         | 1993-02-13 | Sporthalle, Hamburg                |                                                                   |
| Victorie                                                                  | 2-0     | Jan Mazgut          | KO  | 2         | 1991-12-13 | Minden                             |                                                                   |
| Victorie                                                                  | 1-0     | Gejza Stipak        | PTS | 6         | 1991-09-16 | Legien Center, Berlin              |                                                                   |